# Knauf Team
Knauf Team (Dynatek) – polska zawodowa grupa kolarska istniejąca w latach 2001–2007.

## Nazwa grupy w poszczególnych latach
| lata      | nazwa                      |
| --------- | -------------------------- |
| 2001–2003 | Mikomax-Browar Staropolski |
| 2004      | Knauf-Mikomax              |
| 2005–2006 | Knauf Team                 |
| 2007      | Dynatek                    |

## Sezony

### 2007

#### Skład
| Imię i nazwisko      | Data urodzenia | Narodowość |
| Piotr Barczyk        |                | Polska     |
| Artur Detko          |                | Polska     |
| Marcin Gębka         |                | Polska     |
| Dawid Krupa          |                | Polska     |
| Tomasz Krupiński     |                | Polska     |
| Krzysztof Krzywy     |                | Polska     |
| Wojciech Pawlak      |                | Polska     |
| Wojciech Podobiński  |                | Polska     |
| Artur Przydział      |                | Polska     |
| Piotr Przydział      |                | Polska     |
| Bartłomiej Strzelski |                | Polska     |

| Imię i nazwisko | funkcja                       | Narodowość |
| Andrzej Domin   | dyrektor sportowy             | Polska     |
| Stefan Piasecki | asystent dyrektora sportowego | Polska     |

### 2006

#### Skład
| Imię i nazwisko      | Data urodzenia | Narodowość |
| Piotr Barczyk        |                | Polska     |
| Paweł Bentkowski     |                | Polska     |
| Artur Detko          |                | Polska     |
| Krzysztof Jeżowski   |                | Polska     |
| Tomasz Kiendyś       |                | Polska     |
| Tomasz Lisowicz      |                | Polska     |
| Wojciech Pawlak      |                | Polska     |
| Michał Pilarski      |                | Polska     |
| Wojciech Podobiński  |                | Polska     |
| Jarosław Rębiewski   |                | Polska     |
| Marcin Sapa          |                | Polska     |
| Eryk Stolarz         |                | Polska     |
| Bartłomiej Strzelski |                | Polska     |
| Piotr Szymański      |                | Polska     |
| Piotr Zaradny        |                | Polska     |

| Imię i nazwisko    | funkcja                       | Narodowość |
| Andrzej Domin      | dyrektor sportowy             | Polska     |
| Norbert Maj        | asystent dyrektora sportowego | Polska     |
| Marcin Wątrobiński | asystent dyrektora sportowego | Polska     |

### 2005

#### Skład
| Imię i nazwisko      | Data urodzenia | Narodowość |
| Piotr Barczyk        |                | Polska     |
| Artur Detko          |                | Polska     |
| Adrian Faltyn        |                | Polska     |
| Włodzimierz Gilicki  |                | Polska     |
| Michał Herudziński   |                | Polska     |
| Krzysztof Jeżowski   |                | Polska     |
| Tomasz Kiendyś       |                | Polska     |
| Tomasz Lisowicz      |                | Polska     |
| Maciej Krasnodębski  |                | Polska     |
| Wojciech Pawlak      |                | Polska     |
| Michał Pilarski      |                | Polska     |
| Jarosław Rębiewski   |                | Polska     |
| Marcin Sapa          |                | Polska     |
| Bartłomiej Strzelski |                | Polska     |
| Damian Walczak       |                | Polska     |
| Piotr Zaradny        |                | Polska     |

| Imię i nazwisko       | funkcja                       | Narodowość |
| Jacek Marczyński      | menadżer                      | Polska     |
| Andrzej Domin         | dyrektor sportowy             | Polska     |
| Andrzej Kołodziejczyk | asystent dyrektora sportowego | Polska     |